# Moritz Schreber

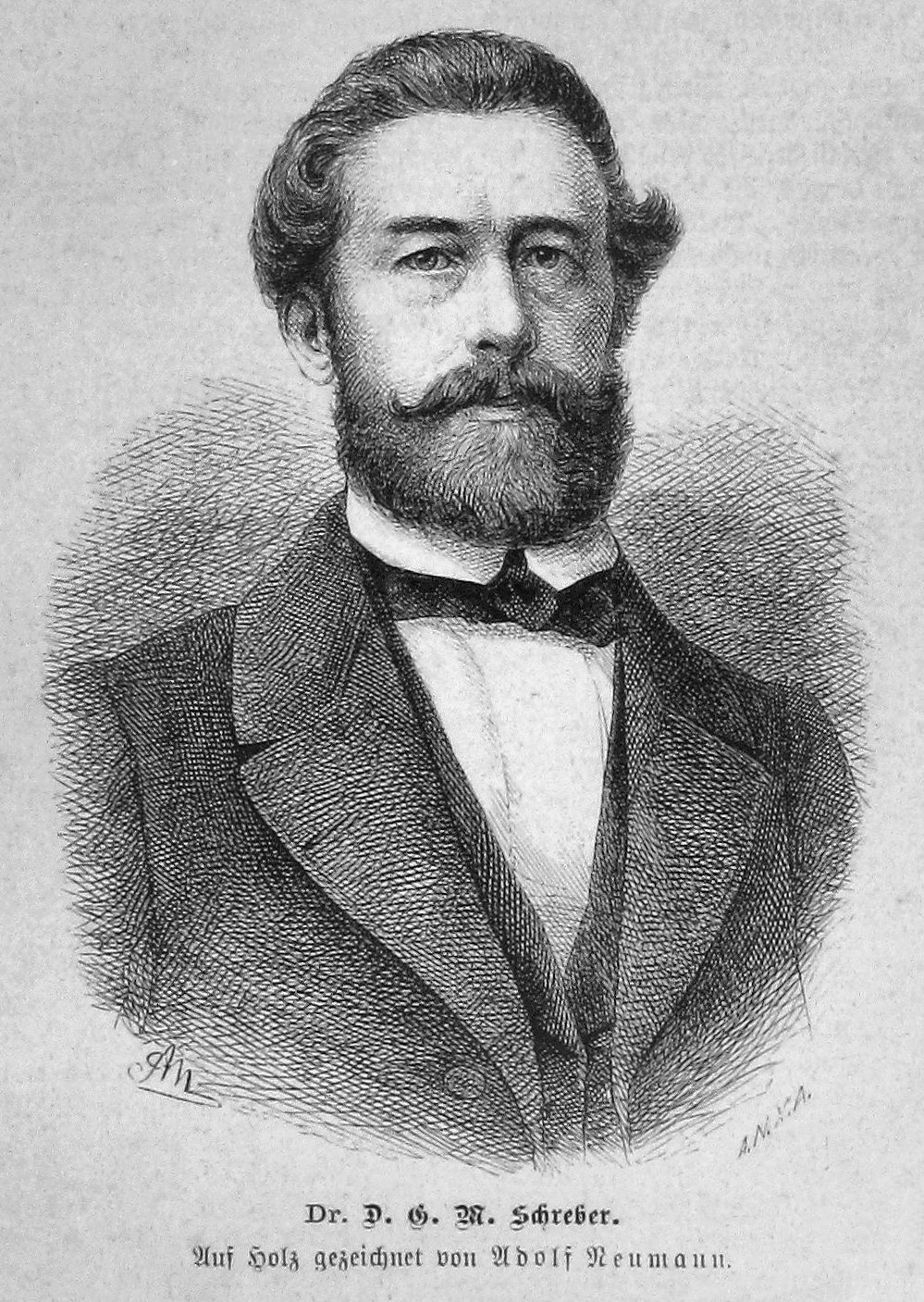
Moritz Schreber

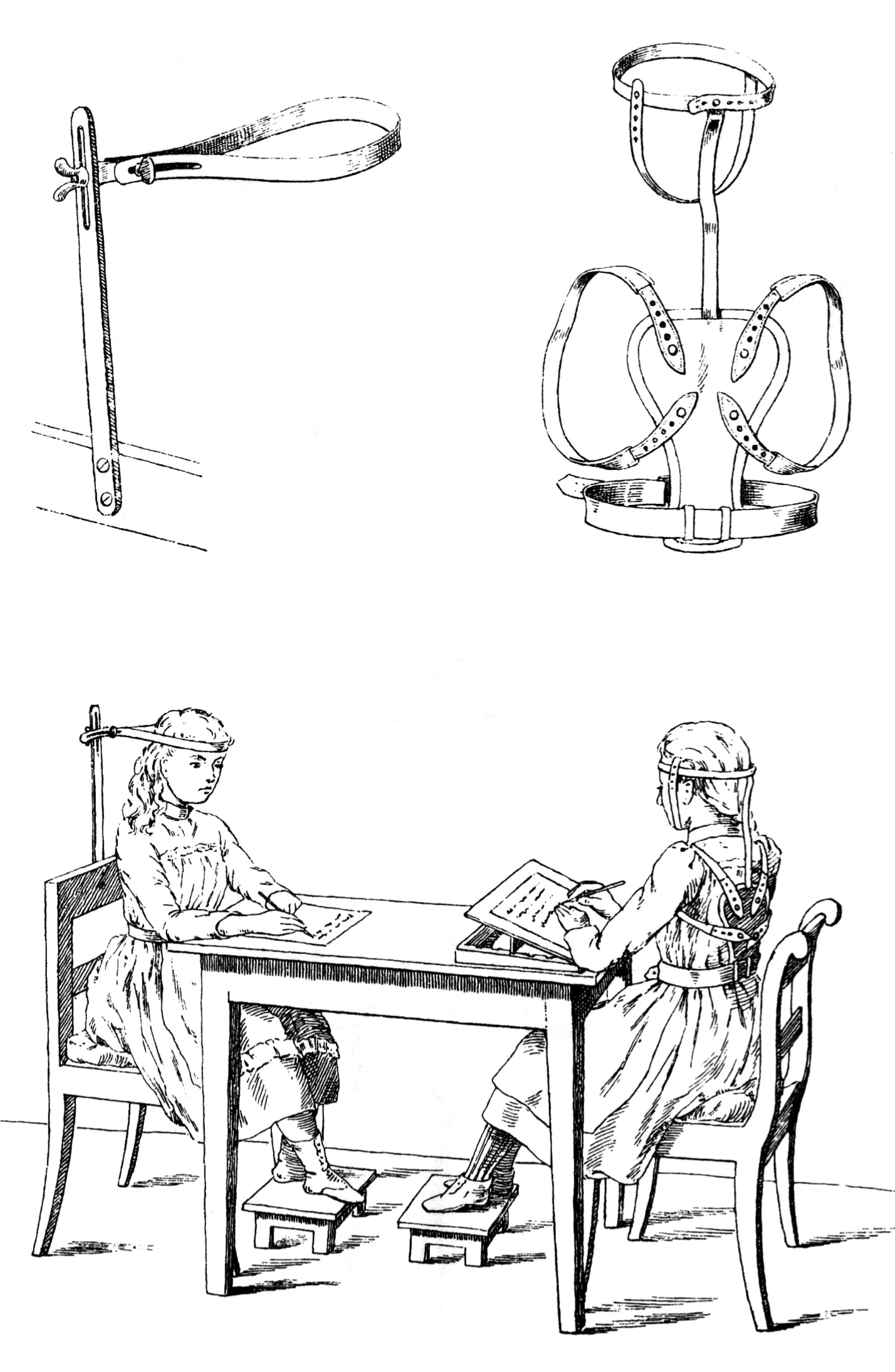
„Geradhalter“ für korrekte Sitzhaltung

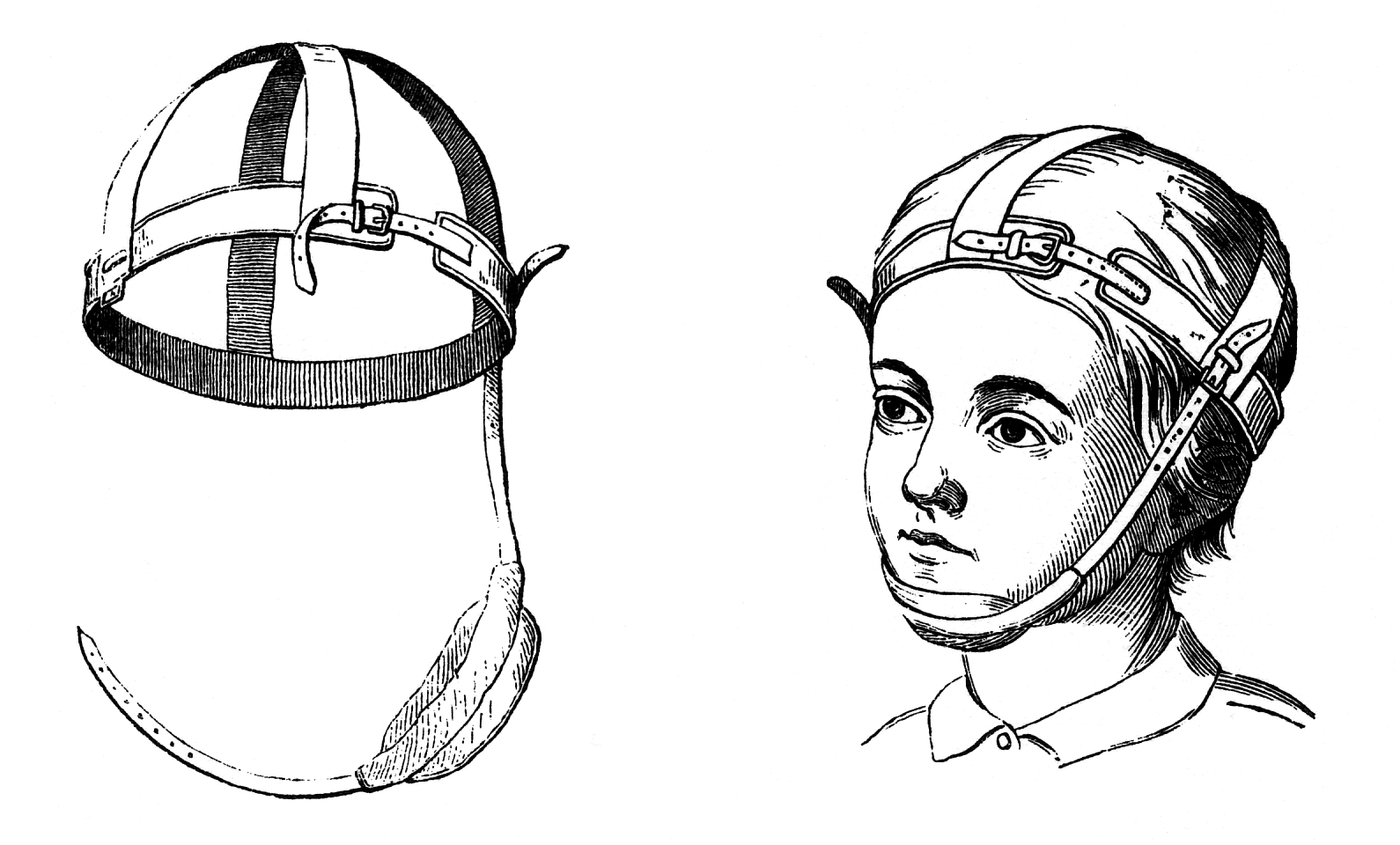
Orthopädisches Kinnband zur Vermeidung eines Fehlbisses

Daniel Gottlob Moritz Schreber (* 15. Oktober 1808 in Leipzig; † 10. November 1861 ebenda) war ein deutscher Orthopäde und Hochschullehrer an der Universität Leipzig.

## Leben und Werk
Moritz Schreber wurde als Kind des Leipziger Advokaten Johann Gotthilf Daniel Schreber (12. August 1754 bis 19. April 1837) und Friederike Charlotte geborene Grosse (1. April 1779 bis 30. Dezember 1846) geboren. Er lernte an der Thomasschule und studierte an der Universität Leipzig Medizin. Als hygienisch-diätetischer Vorsorgekatalog erschien 1839 Schrebers Entwurf einer „Orthobiotik“. Im Jahr 1844 übernahm er die von Ernst August Carus (1795–1854) als „Heilanstalt für Verkrümmte“ gegründete Leipziger orthopädische Heilanstalt.
In seinen Schriften beschäftigte er sich vor allem mit der Gesundheit der Kinder und den sozialen Folgen des Stadtlebens am Beginn der Industrialisierung. Neben „systematischer Heilgymnastik“ und der 1854 begründeten Zimmergymnastik warb er auch für eine Ertüchtigung der Stadtjugend durch Arbeit im Grünen, etwa in Armen- und Specialgärten, da das Umfeld der Mietskasernen wenig entsprechende Möglichkeiten bot.
Im programmatischen Vorwort des Erziehungsratgebers Kallipädie (1858) schrieb er:

„Selbst sehr mangelhafte Naturmitgabe ist oft in staunenswerter Weise ausgleichbar durch wohlberechnete Erziehung, wovon die augenfälligsten maßgeblichen Beispiele in den immer höher steigenden Resultaten der Erziehungsanstalten für Taubstumme, Blinde, Blödsinnige, Cretinen, sittlich verwahrloste Kinder u. s. w. zu erblicken sind. Die glücklichste Naturmitgabe ist aber der Verkümmerung preisgegeben, wenn die erziehende Entwicklung derselben fehlt.“

Der Begriff der Gesundheit schloss in dieser Zeit auch den Gedanken an „gesunde Triebabfuhr“ mit ein, weshalb Schreber unter anderem mit mechanischen Geräten zur Verhinderung der Masturbation experimentierte. Überdies empfahl er Axthauen und Sägebewegungen, in schwierigen Fällen abendliche kalte Sitzbäder, Kaltwasserklistiere und das Abreiben der Schamgegend mit kaltem Wasser. Um gesunde Körper zu formen, konstruierte Schreber außerdem zahlreiche Apparaturen: etwa orthopädische Kinnbänder, um Fehlbissen vorzubeugen, Schulterriemen, die das Kind im Bett in Rückenlage hielten, und „Geradhalter“ für aufrechtes Sitzen.
Schreber starb 1861 in Leipzig. Er wurde zunächst in der IV. Abteilung des Neuen Johannisfriedhofs beerdigt. Nach dem Tod seines Sohnes Daniel Gustav wurde er 1877 in das neue Schrebersche Erbbegräbnis in der VI. Abteilung, Nr. 63 überführt. Darin ruhen auch seine Frau, sein zweiter Sohn Daniel Paul und dessen Gattin, seine Tochter Clara (1848–1917) mit ihrem Gatten, Landgerichtsdirektor Heinrich Theodor Krause (1838–1906), sowie seine ledige Tochter Sidonie Schreber (1846–1924).
Der Grabesort im heutigen „Friedenspark“ ist heute nicht mehr ohne weiteres auffindbar.

### Familie
Schrebers Frau Pauline (1815–1907) war die Tochter des Mediziners Wilhelm Andreas Haase und hatte den Juristen Karl Friedrich Christian Wenck zum Onkel. Sie hatten drei Töchter und zwei Söhne. Der älteste Sohn Daniel Gustav (1839–1877) beging Suizid. Der zweite Sohn war der sächsische Richter und kurzzeitige Senatspräsident am Oberlandesgericht Dresden Daniel Paul Schreber, dessen autobiografische Beschreibung seiner schweren psychischen Erkrankung Denkwürdigkeiten eines Nervenkranken (1903) von Sigmund Freud auf der theoretischen Grundlage der Psychoanalyse interpretiert wurde.
Ein Onkel war der Mediziner und Naturforscher Johann Christian Daniel von Schreber.

## Schrebergärten
Siehe auch: Kleingarten
Die bekannten Schrebergärten gehen nicht auf eine Initiative Schrebers zurück, sondern auf das von ihm mit dem Pathologischen Anatomen Carl Ernst Bock entwickelte und um 1847 aus dem Leipziger Turnverein bzw. aus der politischen Bewegung der Turnverbände hervorgegangene diätetisch-orthopädische Konzept zur Erzielung von Gesundheit durch „körperliche Ertüchtigung“. Der erste „Schreberverein“ wurde nach Schrebers Tod 1864 von dem Leipziger Schuldirektor Ernst Innozenz Hauschild gegründet und Schreber zu Ehren so benannt. In unmittelbarer Nähe des Vereins tragen auch Schreberbrücke, Schreberstraße und Schrebergäßchen seinen Namen.
Der im Jahr 1865 eröffnete Schreberplatz am Johannapark in Leipzig hatte zuerst noch nichts mit einem Garten gemein. Auf der Wiese, die für Kinder zum Spielen und Turnen gedacht war, legte der Lehrer Heinrich Karl Gesell die ersten Beete und Gärten als Beschäftigungsmöglichkeit für die Kinder an. Aus ihnen entwickelten sich später die abgezäunten Schrebergärten für Familien. Zur Gesundheitsvorsorge des 19. Jahrhunderts gehörten Licht, Luft, Sonne und Bewegung, so dass Schreber auch seinen Platz in der Geschichte der Bewegungstherapie hat. In diesem volkspädagogischen Sinne mit der Intention, Kinder und Jugendliche zu Naturfreunden zu erziehen, war er auch Mitarbeiter der Zeitschrift Die Gartenlaube.

## Rezeption
Alice Miller sah Schreber als einen Hauptvertreter der „Schwarzen Pädagogik“, deren Folgen sie in ihrer Literatur eingehend untersucht.
Ingrid Müller-Münch schrieb über die von ihm durchgeführten und propagierten Erziehungsmethoden: „Schreber lehrte seine Kinder, ihn als eine gottähnliche Gestalt zu verehren und zu fürchten. Er malträtierte sie durch diverse mechanische Geräte, fesselte sie, zwängte sie in ein Gestell, das die Kinder mittels Riemen und Stahlfedern zu einem kerzengeraden Gang zwang. Ließ diese Geräte herstellen und verkaufen. Prügel wurden bei ihm schon zur Disziplinierung des Säuglings eingesetzt, denn: ‚Eine solche Prozedur ist nur ein- oder höchstens zweimal nötig, und – man ist Herr des Kindes für immer.‘“
Im Jahr 1923 wurde in Wien-Donaustadt (22. Bezirk) die Schrebergasse nach ihm benannt, 1927 in Hietzing (13. Bezirk) die Dr.-Schreber-Gasse und im gleichen Jahr in Döbling (19. Bezirk) ebenfalls eine Dr.-Schreber-Gasse sowie zu einem nicht bekannten Zeitpunkt in Meidling (12. Bezirk) der Dr.-Schreber-Weg.
Der Schriftsteller und Theologe Klaas Huizing schrieb ausgehend von dem überlieferten Material über Moritz Schreber und seinen Sohn Paul 2008 den Roman In Schrebers Garten. Dargestellt wird die problematische Entwicklung, die Paul innerhalb des gegebenen Umfelds durchlaufen musste, sowie die Entstehung seines angenommenen Wahnsinns durch massive Verdrängung sexueller Identität. Der Roman wurde 2010 unter demselben Titel auch als Theaterstück inszeniert.

## Schriften
- Das Turnen vom ärztlichen Standpunkte aus, zugleich als eine Staatsangelegenheit. Leipzig 1843 (online – Internet Archive)
- Die Eigenthümlichkeiten des kindlichen Organismus im gesunden und kranken Zustande (1852) (online – Internet Archive)
- Der Hausfreund als Erzieher und Führer zu Familienglück und Menschenveredelung (1861)
- Die ärztliche Zimmergymnastik (1855); (dies wurde zum Bestseller) (Ausgabe Leipzig 1875 online – Internet Archive)
- Kallipädie oder Erziehung zur Schönheit durch naturgetreue und gleichmässige Förderung normaler Körperbildung, lebenstüchtiger Gesundheit und geistiger Veredelung und insbesondere durch möglichste Benutzung specieller Erziehungsmittel (Leipzig, 1858) (Digitalisat und Volltext im Deutschen Textarchiv)

## Dokumentarfilm
- André Meier: Moritz Schreber – Vom Kinderschreck zum Gartenpaten (Dokumentationsfilm), MDR 2007.